# Йегер, Вальтер (шахматист)
Вальтер Бернхард Йегер (нем. Walter Bernhard Jäger, 12 июля 1913, Франкфурт-на-Майне — 8 января 1976, там же) — немецкий шахматист, национальный мастер (1952).
Бронзовый призер чемпионата Германии 1951 г. (в турнире участвовали шахматисты из обоих германских государств).
В составе сборной ФРГ участник командного чемпионата Европы 1957 г., ряда международных матчей.
Чемпион Франкфурта-на-Майне 1936, 1938, 1940, 1949 и 1950 гг. Чемпион Гессена 1949, 1951, 1955 и 1958 гг.
Победитель Кубка Дене 1956 г. (турнир по нокаут-системе, в котором участвуют немецкие мастера).
В 1956 г. получил золотую награду Шахматного союза Гессена и серебряную медаль правительства Гессена.
Работал жестянщиком, сантехником и электриком. Был женат, имел четырех детей.

## Спортивные результаты
| Год  | Город       | Соревнование                                         | + | − | = | Результат | Место |
| ---- | ----------- | ---------------------------------------------------- | - | - | - | --------- | ----- |
| 1939 | Бад-Эльстер | Турнир немецких мастеров                             | 2 | 5 | 2 | 3 из 9    | 9     |
| 1951 | Дюссельдорф | Чемпионат Германии (Западной зоны оккупации)         | 9 | 4 | 8 | 13 из 21  | 3     |
|      | Дюссельдорф | Матч ФРГ — Нидерланды (8-я доска, против А. Винкена) | 0 | 1 | 1 | ½ из 2    |       |
| 1952 | Хаген       | Турнир немецких мастеров                             | 3 | 3 | 3 | 4½ из 9   | 5—6   |
|      | Загреб      | Матч Югославия — ФРГ (против Н. Караклаича)          | 1 | 0 | 1 | 1½ из 2   |       |
|      | Люцерн      | Матч ФРГ — Швейцария (6-я доска, против Й. Куппера)  | 1 | 1 | 0 | 1 из 2    |       |
| 1953 | Берлин      | Чемпионат ФРГ                                        | 4 | 7 | 4 | 6 из 15   | 13—14 |
| 1955 | Хёкст       | Чемпионат ФРГ                                        | 6 | 7 | 2 | 7 из 15   | 8     |
| 1957 | Вена        | Командный чемпионат Европы (сборная ФРГ, 10-я доска) | 1 | 2 | 3 | 2½ из 6   |       |
|      | Бад-Нойенар | Чемпионат ФРГ                                        | 1 | 9 | 5 | 3½ из 15  | 16    |
| 1959 | Нюрнберг    | Чемпионат ФРГ                                        | 4 | 8 | 3 | 5½ из 15  | 13—14 |